# Capo Malin
Capo Malin (in inglese, spesso non tradotto, Malin Head, in gaelico irlandese Cionn Mhálanna) è un promontorio che raggiunge il punto più settentrionale dell'isola d'Irlanda. 
Si trova nel Donegal, contea della Repubblica d'Irlanda, più precisamente sulla punta estrema della penisola di Inishowen.

## Località di interesse

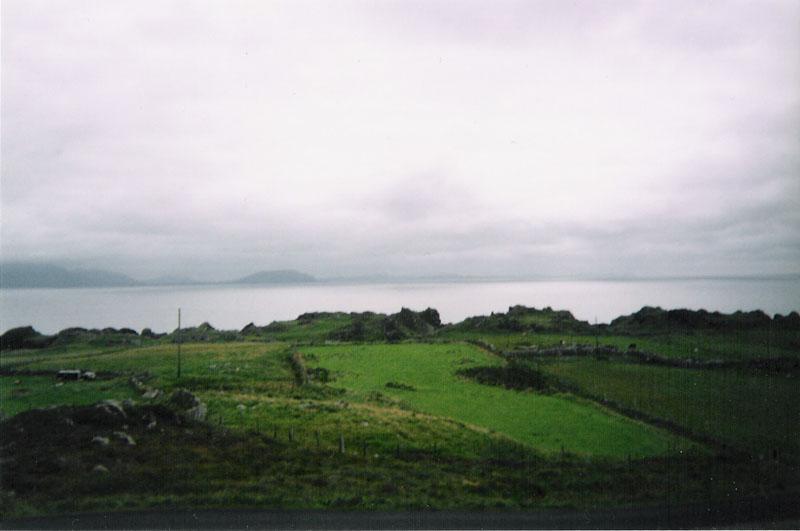
Vista della parte occidentale, con ben visibile un tratto di Inishowen ed in lontananza Fanad

Luogo visitato da appassionati della natura, ma anche da semplici turisti affascinati dall'avere davanti a sé l'idea di fine, il luogo ha anche molte zone vicine interessanti, una stazione meteorologica e una stazione Navtex.
Dal punto più alto della zona, chiamato "Banba's Crown" ("Corona di Banba") da una regina pagana pre-Cristiana, si possono godere ottime visuali della penisola di Malin e del resto di Inishowen: una torre, oggi in rovina, fu costruita nel 1805 dall'Admiralty britannica. Un sentiero situato in una zona più occidentale si inerpica sulle basse ma impervie e suggestive scogliere, conducendo all'Hell's Hole ("Buco dell'Inferno"), una grotta sotterranea dove le maree entrano con violenza, e poco oltre, un pittoresco arco naturale chiamato Devils' Bridge ("Ponte del Diavolo").

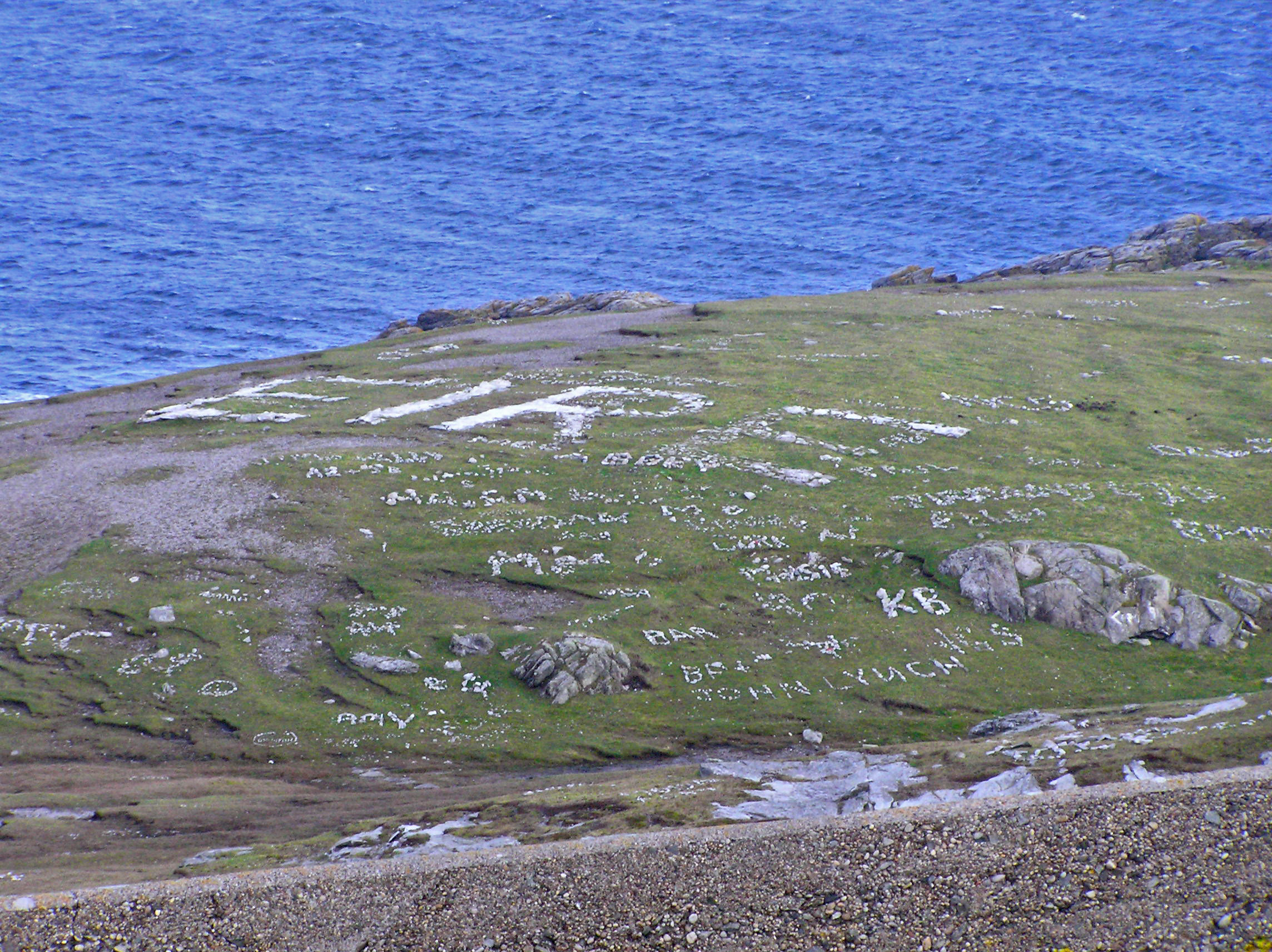
Una scritta "Éire" per la neutralità nella seconda guerra mondiale

Curiosità paradossale è che il capo non si protende verso nord ma verso ovest, nonostante la sua caratteristica di punto estremo settentrionale.
Guardando verso nord è il più delle volte visibile un piccolo isolotto, Inishtrahull, che se si esclude Rockall la cui nazionalità è disputata, è il territorio più a nord della Repubblica d'Irlanda, mentre il tratto di mare che lo separa da Capo Malin viene chiamato Inishtrahul Sound. In giornate particolarmente chiare sono visibili in lontananza anche le isole scozzesi Jura ed Islay.
In una zona si vede chiaramente una scritta formata con pezzi di pietre "ÉIRE", a indicare all'aviazione aerea durante la seconda guerra mondiale che quel territorio era neutrale (lo Stato Libero d'Irlanda rimase fuori dal contesto bellico con una particolare forma di neutralità, chiamata "neutralità irlandese").
A questa col tempo si sono aggiunte scritte molto più piccole di visitatori.
Il promontorio prende il nome dal piccolo villaggio di Malin che lo precede sulla strada.